# Бабак сивий
Бабак сивий (Marmota caligata) — один з видів бабаків. Поширення: Канада (Альберта, Британська Колумбія, Північно-Західні території, Юкон), США (Аляска, Айдахо, Монтана, Вашингтон). Хоча здебільшого це гірський житель, трапляється вниз до рівня моря на півночі Аляски. Населяє безлісі альпійські луки, де є скельні виходи.

## Морфологія
Це великий бабак з короткими, важкими кінцівками і широкою головою. Загальна довжина дорослих особин від 62 до 82 см, у тому числі від 17 до 25 см — хвіст. Самці значно більші, ніж самиці в більшості підвидів. Через свою довгу сплячку взимку, вага тварин значно змінюється протягом усього року, в середньому від 3,75 кг у травні до приблизно 7 кг у вересні. Деякі дорослі можуть важити до 10 кг. Слово "сивий" відноситься до сріблясто-сірого хутра на плечах і верхній частині спини, решта верхніх частин тіла вкриті сірим або червонувато-коричневим хутром. Голова чорна зверху, з білою плямою на морді й білим хутром на підборідді і навколо губ. Нижні частини ніг чорні, іноді з білими плямами на передніх лапах. Бабаки мають довге покривне волосся, яке забезпечують більшу частину видимого кольору і щільне, м'яке підшерстя, яке забезпечує ізоляцію. Сіруватий низ тіла вказує на нестачу підшерстя, і там більш рідке волосся. Ці бабаки линяють на початку-середині літа. Лапи наділені злегка зігнутими кігтями, які дещо більші на передніх лапах. На лапах є безволосі подушечки. Хвіст довгий, злегка сплюснутий, і вкритий густим хутром. Обидві статі мають схожий зовнішній вигляд. Самиці мають п'ять пар сосків, які тягнеться від грудних до пахових областей.

## Відтворення
Молодь народжується в підземних норах. Народжує 4-5 дитинчат наприкінці весни або на початку літа, після періоду вагітності близько одного місяця. Молодь виходить з лігва у 3—4 тижневому віці, до того часу у них є хутро та вже починають відлучатися від годування молоком.

## Поведінка
Сиві бабаки є денними і травоїдними, раціон майже повністю складається з трав та інших трав'янистих рослин. Хижаками є беркути, грізлі та чорні ведмеді, вовки, койоти, лисиці, рисі, пуми і росомахи. Вони живуть колоніями до 36 осіб, з середньою площею проживання близько 14 гектарів. Кожна колонія включає в себе одного, домінуючого, дорослого самця, до трьох дорослих самиць, іноді з підлеглими дорослим самцем, а також ряд молодих особин віком до двох років. Впадає в зимову сплячку в жовтні-лютому на півдні, вересні-квітні в Британській Колумбії. Нори для притулку прості, що складається з одного отвору від 1 до 2 м  глибиною. Кожна колонія риє в середньому п'ять таких нір на рік, і зрілі колонії можуть мати їх більше ста. Нори для спання є більшими і складними, з кількома входами, глибокими камерами викладеними рослинним матеріалом, і сягають глибини близько 3,5 метра. Колонія може мати до 9 постійних спальних нір. Вокалізація включає щебет, свист, гарчання, і скигління. Багато з цих викликів використовуються як сигнали тривоги. Сиві бабаки часто гріються на сонці на скелях, витрачаючи до 44% свого часу вранці, хоча вони ховаються у своїх норах або інших затінених місцях в спекотну погоду.